# Comuna Călmățuiu, Teleorman
Călmățuiu (în trecut, Cârligați) este o comună în județul Teleorman, Muntenia, România, formată din satele Bujoru, Caravaneți, Călmățuiu (reședința) și Nicolae Bălcescu.

## Istorie
La sfârșitul secolului al XIX-lea, comuna purta numele de Cârligați, făcea parte din plasa Călmățuiul a județului Teleorman și era alcătuit doar din satul Cârligați, având o populație de 1336 de locuitori. În comună funcționa o școală mixtă frecventată de 36 de elevi și două biserici. La acea vreme, pe teritoriul actual al comunei, în aceiași plasă, funcționau și comunele Caravaneți și Vodă Carol. Comuna Caravaneți era alcătuită din cătunele Caraveneți și Caravanul, cu o populație de 1078 de locuitori. În comună exista o școală mixtă cu 38 de elevi și o biserică. Comuna Vodă-Carol, era alcătuită doar din satul Vodă-Carol, având o populație de 1248 de locuitori. În comună exista o școală mixtă și o biserică.
Anuarul Socec din 1925 consemnează comuna în plasa Roșiorii de Vede a aceluiași județ, având o populație de 1315 de locuitori. Comuna Caraveneți făcea parte din aceiași plasă având o populație de 915 de locuitori, iar comuna Vodă-Carol este consemnată în plasa Roșiorii de Vede a aceluiași județ și cu o populație de 2868 de locuitori. În anul 1931, comunei Vodă-Carol îi este alipită satul Bujoru. Comunele Cârligați și Caraveneți își păstrează structurile.
În anul 1950, comunele au trecut în administrația raionului Turnu Măgurele al regiunii Teleorman, raion care, doi ani mai târziu, a fost inclus în regiunea București. Între timp, comuna Vodă Carol a primit numele de Nicolae Bălcescu, iar în anul 1964, comuna Cârligați a primit numele de Călmățuiu.
În anul 1968, comuna este transferată la județul Teleorman, având actuala structură. Tot atunci, comunele Nicolae Bălcescu și Caraveneți au fost desființate, iar satele au trecut la comuna Călmățuiu.

## Demografie
Componența etnică a comunei Călmățuiu
     Români (93,1%)
     Alte etnii (6,9%)
Componența confesională a comunei Călmățuiu
     Ortodocși (92,59%)
     Alte religii (0,32%)
     Necunoscută (7,09%)
Conform recensământului efectuat în 2021, populația comunei Călmățuiu se ridică la 1.566 de locuitori, în scădere față de recensământul anterior din 2011, când fuseseră înregistrați 2.188 de locuitori. Majoritatea locuitorilor sunt români (93,1%). Din punct de vedere confesional, majoritatea locuitorilor sunt ortodocși (92,59%), iar pentru 7,09% nu se cunoaște apartenența confesională.

## Politică și administrație
Comuna Călmățuiu este administrată de un primar și un consiliu local compus din 9 consilieri. Primarul, George Valentin Nițu[*], de la Partidul Social Democrat, este în funcție din 2012. Începând cu alegerile locale din 2024, consiliul local are următoarea componență pe partide politice:
|  | Partid                          | Consilieri | Componența Consiliului | Componența Consiliului | Componența Consiliului | Componența Consiliului | Componența Consiliului | Componența Consiliului | Componența Consiliului |
|  | ------------------------------- | ---------- | ---------------------- | ---------------------- | ---------------------- | ---------------------- | ---------------------- | ---------------------- | ---------------------- |
|  | Partidul Social Democrat        | 7          |                        |                        |                        |                        |                        |                        |                        |
|  | Alianța pentru Unirea Românilor | 2          |                        |                        |                        |                        |                        |                        |                        |

## Monumente istorice
- Conacul Gheorghe Niculescu, sat Caravaneți. Localizare: În centrul localității. Datare: înc. sec. XX
- CRUCEA DE PIATRA -datand din perioada anilor 1700, aproximativ  secolul XVIII, scrisa cu litere chirilice este momentan foarte putin cunoscuta  si descifrata , se pare ca ea apartine unui conducator de osti decedat in Rusca Stefanoaiei . Crucea se afla la iesirea din Calmatuiu catre Caravaneti, pe partea dreapta a drumului,  DJ653 .